# Óbidos kommun, Brasilien
Óbidos är en kommun i Brasilien.   Den ligger i delstaten Pará, i den norra delen av landet, 2 000 km norr om huvudstaden Brasília. Antalet invånare är 49 254.
Följande samhällen finns i Óbidos:
- Ábidos